# Ferrocarril en Suecia

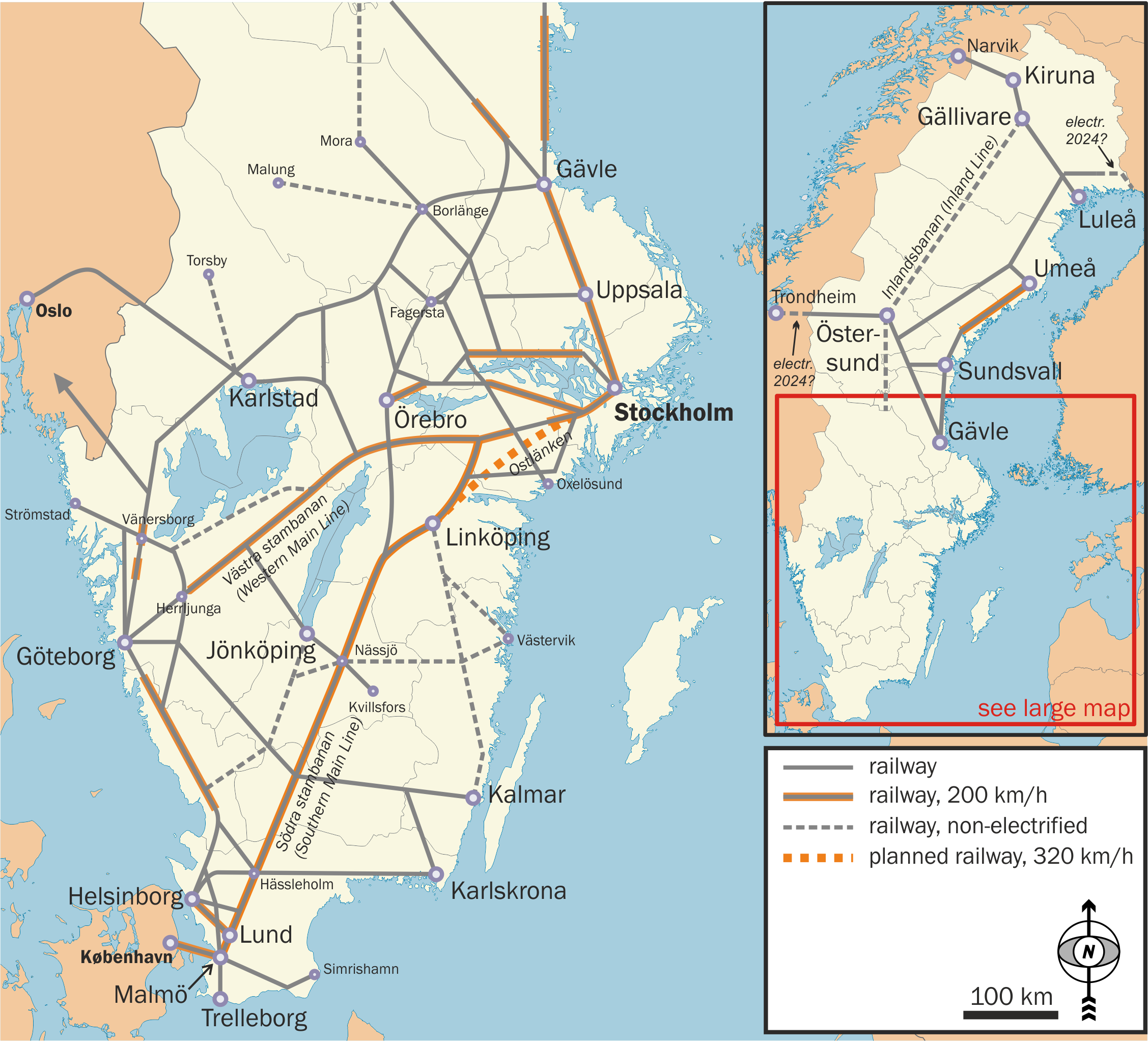
Mapa de los ferrocarriles en Suecia.

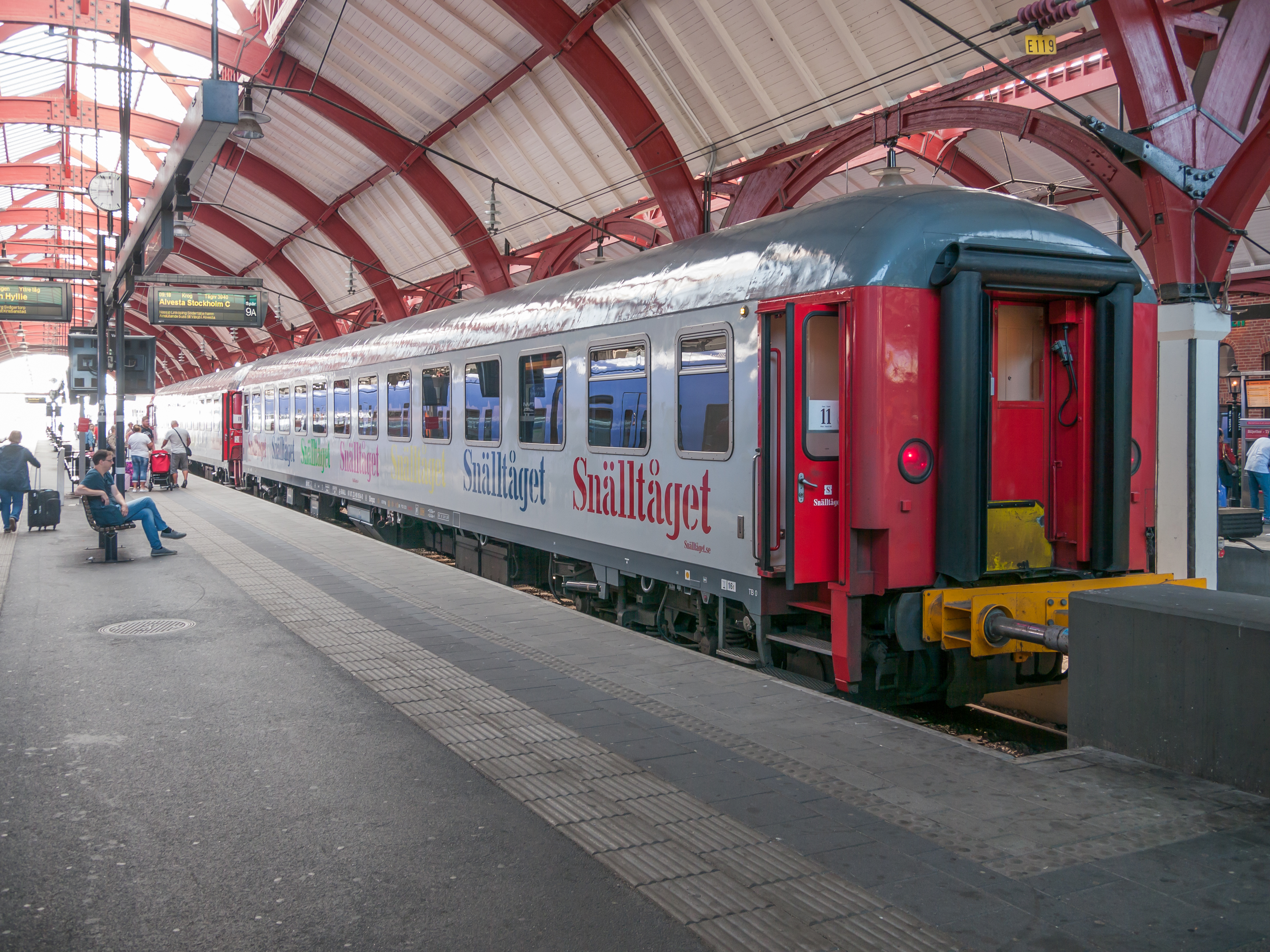
Coches de pasajeros de los ferrocarriles suecos.

El transporte ferroviario en Suecia utiliza una red de 15006,25 km de vías, la 22ª mayor del mundo. La construcción de la primera línea ferroviaria en Suecia comenzó en 1855. El principal operador de trenes de pasajeros es la empresa estatal SJ AB.
En 1988, debido a por los grandes déficits de SJ, el parlamento sueco privatizó la red ordenando que la propiedad de la infraestructura ferroviaria se separara de la propiedad de la explotación de los trenes, y abrió el sistema a los operadores ferroviarios del sector privado introduciendo la licitación de los contratos de servicios ferroviarios locales.
A diferencia de las carreteras, los ferrocarriles en Suecia circulan por la izquierda (también el metro), ya que en Suecia se conducía por la izquierda hasta 1967, pero los ferrocarriles no cambiaron la circulación debido a su altísimo coste. Sólo los ferrocarriles de Malmö y más al sur utilizan la RHT debido a la conexión con Dinamarca.
Suecia es miembro de la Unión Internacional de Ferrocarriles (UIC). El código de país UIC de Suecia es el 74.

## Operadores
El principal operador nacional de trenes de pasajeros, SJ AB (normalmente llamado simplemente SJ), y el operador de transporte de carga, Green Cargo, son ambos propiedad del Estado en su totalidad. Una empresa privada, Tågkompaniet, opera en el centro de Suecia, y hay varias empresas regionales. Hay sistemas de tranvía en Gotemburgo, Norrköping y Estocolmo. En Estocolmo hay un sistema de metro, el Metro de Estocolmo.

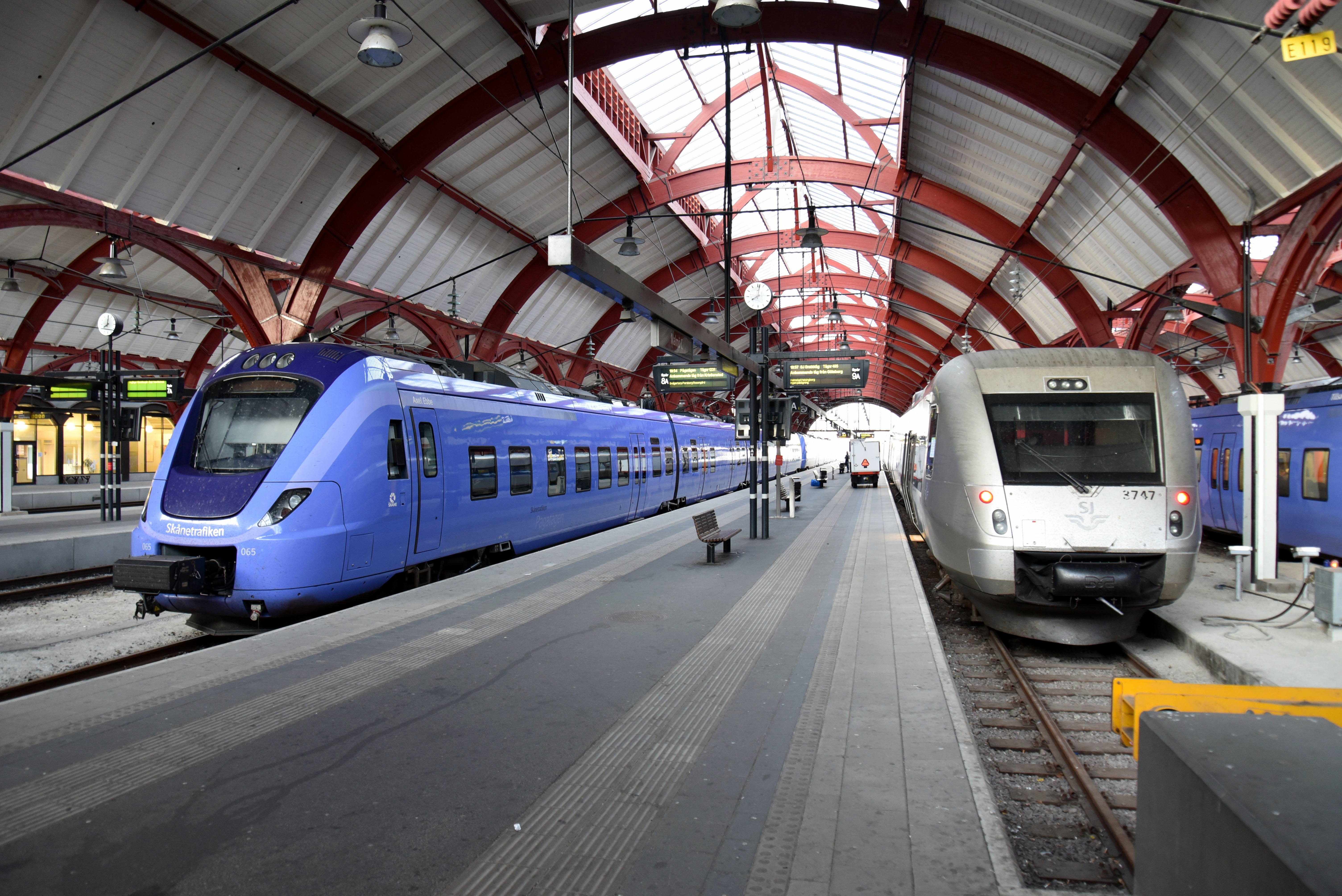
Tren operado por la empresa regional Skånetrafiken (izquierda) y tren de alta velocidad modelo SJ 3000 (derecha) en la estación central de Malmö.

Aunque la mayoría de las líneas ferroviarias actuales de Suecia fueron diseñadas y construidas por el Estado, y reciben su mantenimiento técnico también de fondos públicos, SJ ya no tiene el monopolio de la explotación y la propiedad de los trenes de pasajeros en los casos en que éstos pueden funcionar de forma rentable sobre una base comercial. Gran parte de la red ferroviaria da servicio a zonas del país que no generan suficiente tráfico de pasajeros o de mercancías para obtener beneficios, y en algunos de estos tramos SJ ha mantenido un monopolio de facto hasta hace muy poco (2010, véase más adelante en esta sección). La velocidad media es un factor importante en cuanto a la rentabilidad (más distancia por hora significa más ingresos por hora).
Para los trenes regionales (dentro de una provincia o hasta unos 100 km de distancia) las provincias compran el tráfico, firmando un contrato con un operador. El operador suele ser SJ, pero a veces otro operador, sueco o de otro país de la UE, presta el servicio. Para estos trenes regionales, la autoridad de transporte de la provincia vende los billetes. Para los trenes de larga distancia (es decir, más largos que los regionales) que no son rentables, la autoridad nacional Rikstrafiken firma un contrato con un operador para mover el tráfico en cada línea (Obligación de Servicio Público). En este caso, cada operador comercializa y vende los billetes. El operador de los servicios no rentables suele alquilar los trenes a la autoridad de transporte de la provincia o a una organización estatal especial. Esto se debe a que los trenes son caros, tardan de dos a tres años en comprarse (desde la licitación hasta la entrega) y son difíciles de vender si el operador pierde el contrato. Sin embargo, en el tráfico del monopolio de SJ, éste suele ser el propietario de los trenes.
En marzo de 2009 se tomó la decisión de anular el monopolio de SJ. Ya en otoño de 2009 se permitirá la libre competencia los sábados y domingos, cuando haya más espacio en las pistas, y en su totalidad todos los días en otoño de 2010.
El tráfico ferroviario está supervisado por la Administración de Transportes de Suecia (Trafikverket), una agencia gubernamental.

## Historia
El primer ferrocarril sueco para transporte público con carros de caballos, el ferrocarril de Frykstads, en Värmland, se inauguró en 1849.
En 1853, el Riksdag de los Estados decidió que el Estado construiría ferrocarriles de línea principal, pero que otras líneas serían construidas por empresas privadas (a menudo con las ciudades como principales propietarias), y en 1856 se abrió al tráfico el primer tramo, entre Örebro y Nora (un ferrocarril privado).
Los ferrocarriles de línea principal fueron de gran importancia para el desarrollo de la industria sueca. Los dos primeros ferrocarriles de línea principal fueron el Sur, que se extendía desde Estocolmo hasta Malmö en el sur, y el Oeste, hasta Gotemburgo en el oeste. Estas líneas ferroviarias se terminaron entre 1860 y 1864. El ferrocarril del Norte discurre paralelo a la costa del Báltico (pero no a lo largo de ella) hasta Boden, en el norte de Suecia, y se terminó en 1894. El ferrocarril interior va desde Gällivare, en el norte, hasta Kristinehamn, en el centro del país, atravesando las zonas centrales del norte de Suecia, y se construyó entre 1908 y 1937. En 1853 se decidió que los ferrocarriles debían evitar las costas y no hacer desvíos para pasar por ciudades de tamaño medio a lo largo de la ruta. La razón para evitar las costas (más evidente en el caso del ferrocarril al norte de Suecia) era protegerlo de ataques militares, y porque los barcos de vapor ya estaban establecidos a lo largo de las costas como un método de transporte mucho más rápido que antes. Sin embargo, los ferrocarriles construidos por empresas privadas, como el Västkustbanan (1888), se construyeron a veces muy cerca de la costa.
La construcción de las primeras líneas principales proporcionó una conexión rápida y segura desde las minas del norte al resto de Suecia. También facilitó los viajes de negocios (y privados), que antes requerían carros de caballos. Roslagsbanan es la línea ferroviaria electrificada para transporte personal más antigua del norte de Europa. Malmbanan, la línea ferroviaria entre Luleå (Suecia) y Narvik (Noruega) se inauguró el 14 de julio de 1903. El tramo entre Kiruna y Riksgränsen fue la primera línea ferroviaria importante de Suecia en ser electrificada en 1915.
El sistema ferroviario sueco fue considerado durante mucho tiempo uno de los más fiables e igualitarios de Europa, antes de ser privatizada gradualmente a partir de 2001. La competencia ha causado algunos inconvenientes a los usuarios: la red se ha vuelto cara, complicada e impuntual. La privatización se hizo tan mal que el periodista Mikael Nyberg la describió como "un gran robo". En 2014, el 70% de los suecos estaba a favor de nacionalizar la red.

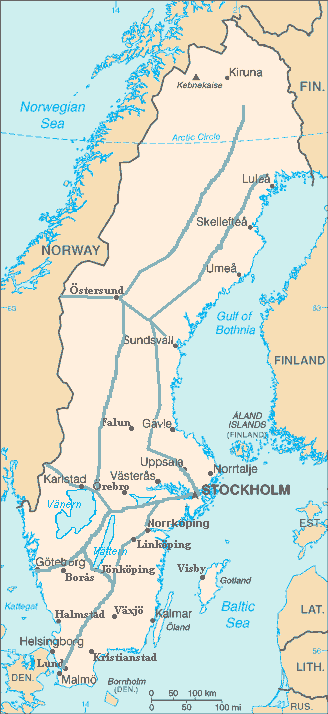
Ferrocarriles de línea principal construidos en Suecia entre 1860 y 1930.

## Red

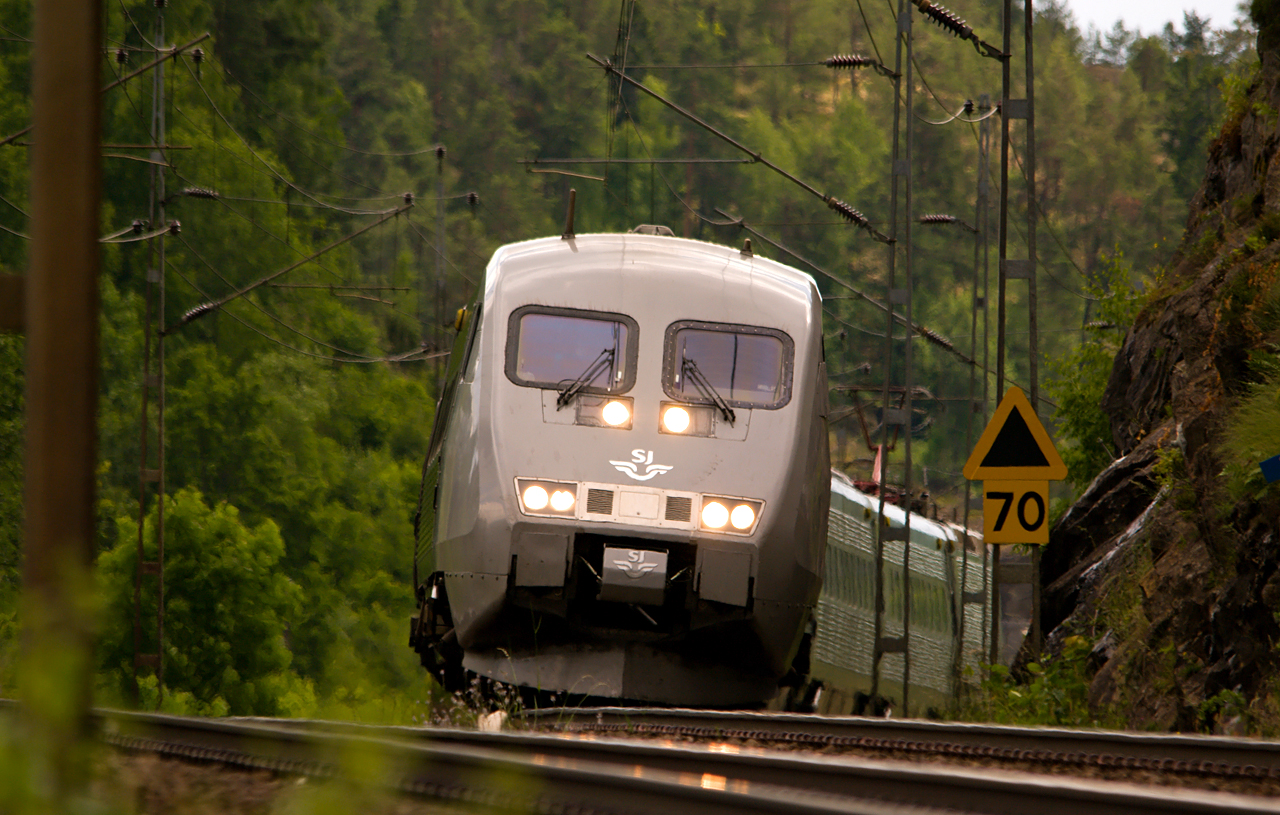
Una unidad X2 (de marca X 2000) circulando por Graversfors.

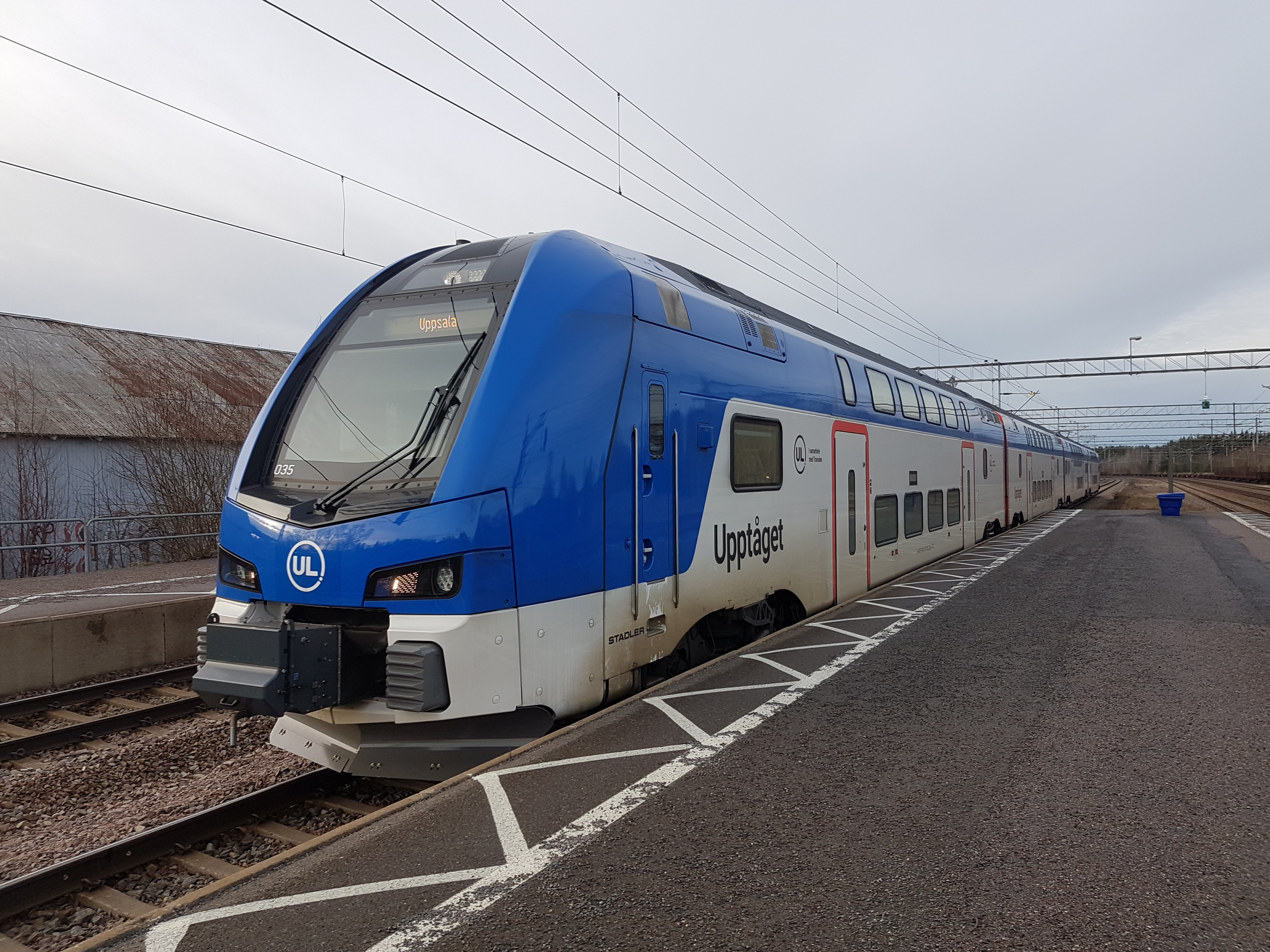
Tren de dos pisos operado por la empresa regional Upptåget.

- Total: 15.006,25 km (incluye 3.600 km de ferrocarriles de propiedad privada).
- Ancho de vía estándar: 15.006,25 km de ancho de vía de 1.435 mm (8100 km electrificados y 4.925,75 km de vía doble (2008).
- Vía estrecha: 221 km de 891 mm (tres pies suecos) (2001). Pero la vía estrecha se ha desmantelado y se ha convertido en vía estándar (2019).

A pesar de sólo existir una red clásica en Suecia. Hay varios tramos donde se permiten velocidades máximas de 200 km/h. Dichos tramos se encuentran sobre todo entre las principales ciudades del sur e incluso por las zonas costeras del norte. Los trenes de larga distancia que alcanzan esas velocidades son los X2 (uno de los primeros trenes de alta velocidad con tecnologia de inclinación activa), los X40 de dos pisos, los SJ 3000 y los X74 operados por VR Snabbtåg Sverige. Otros trenes capaces de alcanzan los 200 km/h son algunas unidades utilizadas por operadoras de servicios de media distancia, además de los X3 que prestan servicio entre la estación central de Estocolmo y el aeropuerto Arlanda.

## Líneas

### Líneas principales
Antes había seis líneas principales (stambanor), todas de propiedad nacional:
- Västra stambanan (línea principal occidental), 453 km, Estocolmo-Gotemburgo a través de Katrineholm-Hallsberg-Laxå-Falköping
- Södra stambanan (línea principal sur), 381 km, Malmö-Falköping a través de Nässjö-Jönköping
- Östra stambanan (línea principal oriental), 216 km, Nässjö-Katrineholm a través de Mjölby-Linköping-Norrköping)
- Norra stambanan (línea principal del norte), 484 km, Estocolmo-Ånge a través de Uppsala-Avesta Krylbo
- Stambanan genom övre Norrland (Línea principal a través de la parte alta de Norrland), 629 km, Bräcke-Boden a través de Långsele-Vännäs
- Nordvästra stambanan (Línea principal del noroeste), 209 km, Laxå-frontera noruega a través de Karlstad-Kil-Charlottenberg

Estas líneas también se han llamado durante un tiempo líneas principales:
- Mittbanan (línea transversal de Norrland), unos 500 km, frontera entre Sundsvall y Noruega a través de Ånge-Östersund
- Inlandsbanan, unos 1.300 km, Kristinehamn-Gällivare a través de Mora-Östersund

El principio era que las líneas principales eran construidas por el Estado, pero todas las demás por empresas privadas, a menudo propiedad de las ciudades para satisfacer sus necesidades locales. En el periodo 1930-1950 la mayoría de las líneas fueron adquiridas por el Estado, lo que hizo que el término de línea principal quedara menos definido.
En la actualidad, se han realizado cambios en la terminología, por lo que el número de líneas principales es de cuatro. La línea principal del noroeste ya no se considera línea principal y pasa a llamarse Värmlandsbanan. La línea principal del sur entre Nässjö y Falköping también se degrada, ya que ahora lo que era la línea principal del este (Nässjö - Katrineholm) se considera parte de la del sur. La línea transversal de Norrland ya no es una línea principal, sino un ferrocarril regional. Por último, la línea principal del norte, al sur de Ockelbo, se refiere a otro camino más corto que el que pasa por Avesta. A veces, el Ostkustbanan Estocolmo-Sundsvall se considera ahora una línea principal, ya que tiene la mayor parte del tráfico de pasajeros hacia Norrland. El Inlandsbanan se consideró una línea principal durante unas décadas, pero ahora es un ferrocarril turístico únicamente. Las líneas principales siguen siendo propiedad del Estado, excepto Inlandsbanan, que es propiedad de las provincias.

### Otras líneas
|  | - Ådalsbanan - Älmhult-Olofström railway - Älvsborgsbanan - Bastuträsk-Skelleftehamn railway - Bergslagsbanan - Bergslagspendeln - Blekinge kustbana - Bofors-Strömtorp railway - Bohusbanan - Bollnäs-Furudal - Botniabanan - Dalabanan - Forsmo-Hoting railway - Fryksdalsbanan - Godsstråket genom Bergslagen - Godsstråket genom Skåne - Göteborgs hamnbana - Halmstad-Nässjö railway - Haparandabanan - Jönköpingsbanan | - Kinnekullebanan - Kontinentalbanan - Kristinehamn-Persberg railway - Kust till kust-banan - Lilla Edet-Alvhem railway - Lysekilsbanan - Malmbanan - Markarydsbanan - Mellansel-Örnsköldsvik railway - Mora-Märbäck railway - Morjärv-Karlborgsbruk railway - Mälarbanan - Nässjö-Åseda railway - Nässjö-Oskarshamn railway - Norge-/Vänerbanan - Nynäsbanan - Örbyhus-Hallstavik railway - Öresundsbanan | - Österlenbanan - Ostkustbanan - Piteåbanan - Roslagsbanan - Rååbanan - Sala-Oxelösund railway - Skånebanan - Storuman-Hällnäs railway - Stångådalsbanan - Svealandsbanan - Söderhamn-Kilafors railway - Södra stambanan - Tjustbanan - Viskadalsbanan - Vännäs-Holmsund railway - Västerdalsbanan - Västkustbanan - Ystadbanan |

## Enlaces de ferrocarril con países adyacentes
- Dinamarca - sí - mismo ancho de vía - cambio de tensión 15 kV AC / 25 kV AC - Puente de Øresund y transbordador ferroviario Göteborg - Frederikshavn.
- Finlandia - sí, pero con un ancho de vía de 1.435 mm / 1.524 mm (vía corta de doble ancho entre las dos estaciones más cercanas a la frontera, sin catenaria. Transbordador ferroviario Estocolmo - Turku (Finlandia).
- Alemania - sí - transbordador ferroviario - mismo ancho de vía - sin propulsión eléctrica a bordo. Transbordador ferroviario Malmö - Travemünde, Trelleborg - Sassnitz (Mukran) y Trelleborg - Rostock.[3]
- Noruega - sí - mismo ancho de vía - mismo voltaje (tres líneas eléctricas y una no eléctrica).
- Polonia - sí - mismo ancho de vía, transbordador ferroviario Ystad - Świnoujście - sin propulsión eléctrica a bordo. Enlaces fijos propuestos de Ystad a Stettin a través de la isla de Bornholm y de Karlskrona a Gdynia, ambos con 25 kV AC y ancho de vía SE-C (cambio de tensión 25 kV AC / 3kV DC en los extremos polacos).

Suecia y Noruega tienen el mismo sistema ATC y el mismo voltaje, lo que significa que los trenes pueden cruzar la frontera, por lo general, sin ser modificados especialmente. Suecia y Dinamarca tienen sistemas ATC diferentes y un voltaje distinto, por lo que sólo pueden cruzar la frontera los trenes especialmente modificados. Los trenes X31K de Öresund y algunos de los trenes SJ X2 (de marca X 2000) pueden hacerlo.
Los transbordadores ferroviarios nunca tienen catenarias a bordo, por lo que hay que utilizar gasóleo para subir y bajar los trenes. Por lo general, en estos transbordadores no se transportan locomotoras, sino vagones.
En la actualidad (2016), los trenes internacionales de pasajeros operan en un número bastante reducido de líneas:
- Noruega
  - De Oslo a Gotemburgo y a Estocolmo
  - De Narvik a Estocolmo vía Kiruna
  - De Trondheim a Storlien
- Dinamarca
  - Desde Copenhague, pasando por el puente de Øresund, hasta Malmö, Estocolmo, Gotemburgo y Ystad
- Alemania
  - Desde Berlín vía transbordador ferroviario a Malmö

No hay trenes de pasajeros entre Finlandia y Suecia, ni a través de Haparanda/Tornio ni en el ferry a Turku.